# Monster Cash
A Monster Cash a Totál Dráma Akció című kanadai animációs sorozat első epizódja. Eredeti premierje 2009. január 11-én volt. Magyarországon a premier 2009. szeptember 10-én volt a Cartoon Networkön

## Leírás
A 14 versenyző megérkezik Torontóba, egy elhagyatott filmstúdióba. Chris körbevezeti őket a stúdión egy kiránduló kisvonattal. Ekkor kezdetét veszi az első próba, amelyben úgy kell eljutni a Sminkes Trailerbe, hogy közben egy óriási T-Rex üldözi őket, amit a Séf irányít. A végére Owen marad, mert a T-Rex nem tudja felemelni, mivel túl nehéz. A próba második részében meg kell találni egy kulcsot, ami a lakókocsikat nyitja. Végül Owen találja meg a kulcsot, és így a lányok kapják az összenyomott, roncsos lakókocsit. De ekkor megint megjelenik a T-Rex, és a másikat is összenyomja. Ezután a Séf megjavítja a lakókocsikat.

## Státusz
| #         | Helyezés |
| --------- | -------- |
| Gwen      | Veszít   |
| Trent     | Nyer     |
| Leshawna  | Veszít   |
| Heather   | Veszít   |
| Owen      | Nyer     |
| DJ        | Nyer     |
| Bridgette | Veszít   |
| Geoff     | Nyer     |
| Duncan    | Nyer     |
| Beth      | Veszít   |
| Harold    | Nyer     |
| Justin    | Nyer     |
| Lindsay   | Veszít   |
| Izzy      | Veszít   |